# Totenstarre
Als die Totenstarre (med.-lat. rigor mortis ‚Leichenstarre‘) wird die nach dem Tod (post mortem) eintretende Erstarrung der Muskulatur bezeichnet.
Sie ist eines der sicheren Todeszeichen und tritt nach der sogenannten „Leichenblässe“ (Pallor mortis) und der „Totenkälte“ (Algor mortis) auf.
Die Totenstarre ist zu unterscheiden von jener postmortalen Verhärtung, die nach Abschluss der Verwesung auftreten kann und Mumifikation genannt wird. 

## Ursachen und Auftreten
Verursacht wird die Starre durch die Bindung von Myosin an den Aktinfasern:
Nach dem Einsetzen des Todes wird kein ATP mehr aus ADP  regeneriert. Ionenpumpen, welche innerhalb der Muskelzellen die Calciumkonzentration im Cytoplasma gering halten, stellen daher ihre Tätigkeit ein. Nach dem Tod diffundieren Calciumionen aus dem Sarkoplasmatischen Retikulum in das Cytoplasma, was schließlich zur Bindung des Myosins an die Aktinfilamente führt, da die Calciumionen die isolierende Wirkung des Troponins aufheben. Die Bindung wird wegen der Abwesenheit von ATP nicht mehr aufgehoben, der Muskel erstarrt (siehe Kontraktiler Mechanismus).
Die einzelnen Fasern eines Muskels erstarren nach und nach. Wird die Starre eines Muskels durch Fremdbewegungen gebrochen, bevor sie vollständig ausgebildet ist (also innerhalb der ersten 14 bis 18 Stunden), setzt nach einiger Zeit an diesem Muskel eine neue Starre ein, bedingt durch die Fasern, die zuvor nicht erstarrt waren. Wärme und höhere Belastung der Muskeln kurz vor Eintreten des Todes beschleunigen das Einsetzen der Totenstarre. Durch Zersetzungsvorgänge beginnt sich die Starre 24 bis spätestens 48 Stunden post mortem, bei Beginn der Autolyse, wieder zu lösen und setzt danach nicht wieder ein.
Beim Menschen beginnt die Totenstarre bei Zimmertemperatur nach etwa ein bis zwei Stunden an den Augenlidern, Kaumuskeln (zwei bis vier Stunden) und kleinen Gelenken, danach setzt sie ein an Hals, Nacken und weiter körperabwärts und ist nach sechs bis zwölf Stunden voll ausgeprägt (bei Hitze schneller, bei Kälte langsamer). Diese Reihenfolge, beschrieben durch die Nysten-Regel, findet sich jedoch nur in etwa 50 Prozent der Fälle.

## Maßnahmen vor der Bestattung
Unter dem „Brechen“ der Totenstarre versteht man entgegen weit verbreiteten Gerüchten nicht das Brechen von Knochen, sondern vielmehr werden dabei vom Bestatter die Gelenke gebeugt und damit die Muskeln gedehnt, um den Verstorbenen ankleiden zu können. Insbesondere werden dabei die Armgelenke wieder gängig gemacht. Die Fingergelenke werden dabei auf einfache Weise zur Faust geballt und geradegebogen, meist danach auch gefaltet und dabei ineinander verschränkt.
Die nach Eintritt des Todes oft einsetzende allgemeine Erschlaffung führt in vielen Fällen dazu, dass sich der Kiefer weit öffnet. Um diesen ungewollten Anblick zu vermeiden, wird von Ärzten oder dem Pflegepersonal vorbeugend eine Mullbinde unter dem Kinn hindurch um den Kopf geschlungen; nach einsetzender Starre wird diese dann wieder entfernt. Da sich der Mund jedoch bei nachlassender Totenstarre wieder öffnet, werden die Lippen durch den Bestatter oftmals mit Sekundenkleber miteinander verklebt. Haltbarere und deutlich ästhetischere Resultate erzielt man allerdings durch das Zusammennähen des Zahnfleisches von Oberkiefer und Unterkiefer mit Nadel und Faden.

## Forensische Bedeutung
Um den Todeszeitpunkt bei ungeklärten Todesfällen so präzise wie möglich bestimmen zu können, ist die Totenstarre bei der rechtsmedizinischen Leichenschau ein wichtiges Indiz. Bei Tötungsdelikten entspricht der Todeszeitpunkt dem mutmaßlichen Tatzeitpunkt und ist somit von großer Bedeutung für die Rekonstruktion des Tathergangs und das Überprüfen möglicher Alibis. Kurz nach dem Tod werden folgende Phänomene bei der Obduktion genau erfasst:
- Totenflecken; Vorhandensein, Ausprägung, Reaktion auf Druck und Umlagerbarkeit
- Leichenstarre; Eintritt, Ausprägungsgrad, Lösung
- Reaktionen der Muskulatur auf mechanische/elektrische Erregung
- Temperaturgestützte Todeszeitschätzung anhand der Abkühlung der Körpertemperatur

Neben der zeitlichen Bestimmung des Todeseintrittes sind folgende Kriterien aus rechtsmedizinischer Sicht relevant:
- Erfassen der sicheren Zeichen des Todes (einschließlich späten Leichenerscheinungen sowie nicht mit dem Leben vereinbare Verletzungen)
- Bestimmung der Todesart (natürlicher, nichtnatürlicher Tod, unklare Todesart)
- Bestimmung der Todesursache

## Mediale Präsenz
Aufgrund der forensischen Relevanz wird die Ausprägung der Totenstarre oftmals auch bei Mordermittlungen erwähnt, die in der Literatur, im Film oder Fernsehserien stattfinden, oder im Rahmen von True-Crime-Formaten präsentiert werden. Aus gerichtsmedizinischer Sicht sind diese Darstellungen jedoch nicht immer fachlich korrekt.
Einige Beispiele:
- Frenzy  (1972), Thriller von Alfred Hitchcock – in einer Szene wird einer Toten ein Gegenstand aus der geschlossenen Hand entwendet, nachdem die Totenstarre bereits eingetreten ist.[6]

- Tatort (ab 1970) deutsche Krimialfilm-Serie; die Totenstarre wird in der Regel im Zusammenhang mit der Eingrenzung des Todeszeitpunktes erwähnt.[7]

- Die Gerichtsmedizinerin (2005 und 2008), deutsche Fernsehserie

- Leichenstarre, Kriminalroman von Claudia Puhlfürst (2005), Gmeiner, Meßkirch, ISBN 3-89977-639-9[8]

- The Coroner (2015/16), britische Fernsehserie, mehrfache Erwähnung, Folge 7 aus der 1. Staffel trägt den Titel Totenstarre (Rigor Mortis)[9]

- Totenstarre, Kriminalroman von Patricia Cornwell (2017), 24. Band der Kay-Scarpetta-Serie HarperCollins, Hamburg, ISBN 978-3-95967-125-5[10]

- Obduktion – Echte Fälle mit Tsokos und Liefers (ab 2021), True-Crime Format mit Michael Tsokos und Jan-Josef Liefers, in dem Obduktionen im TV-Format präsentiert werden, wobei Einzelheiten erläutert werden[11]